# União Metalo-Mecânica
A União Metalo-Mecânica (UMM) é uma empresa metalúrgica e automobilística portuguesa. Foi fundada a 1977, com o propósito de distribuir e fabricar veículos 4x4 para a agricultura, indústria e serviços. A empresa obteve bastante sucesso, e conseguiu lançar uma gama original de modelos todo-o-terreno em várias versões em Portugal e 45 países. Entre 1979 e 1989 foram vendidos 12 166 jipes, dos quais 7778 para o mercado nacional.
A Europa e África foram sempre os mercados mais fortes, especialmente a França, Espanha e Angola. Só a França representava um quarto das vendas da UMM.

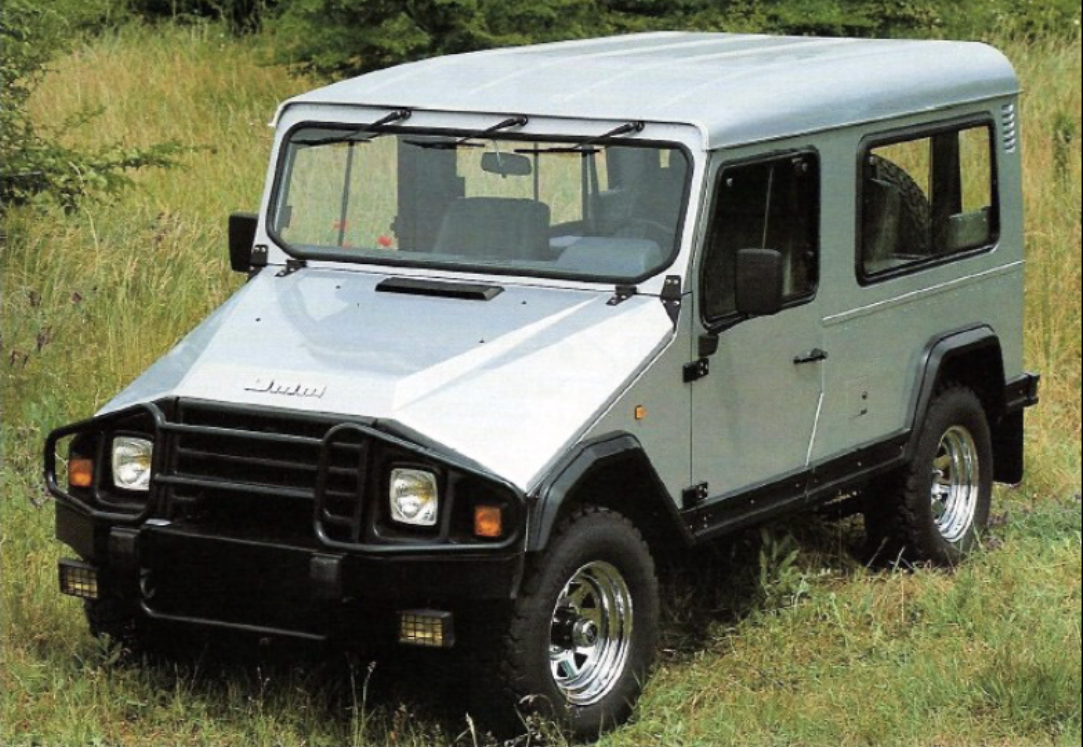
UMM Alter II

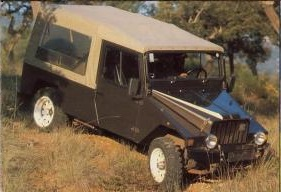
UMM Cournil 4x4

O primeiro modelo produzido foi o UMM 490 4x4 modelo curto que foi produzido a partir de 1978. O Exército português foi, aliás, dos primeiros clientes a encomendar o modelo Cournil, depois de, em 1977, ter recebido um exemplar para testes. Logo em 1978 adquire um primeiro lote de 245 jipes, 20 dos quais na versão com canhão sem-recuo de 106 mm. No mesmo ano, a GNR testa um Cournil com resultados satisfatórios e adquire logo um grande número de jipes. Os jipes militares foram usados pelas Forças Armadas portuguesas e da Holanda, Angola, Moçambique, Cabo Verde e até mesmo do Congo. No caso das forças paramilitares, a começar por GNR e Guarda Fiscal, os jipes da UMM chegaram a países como o Zaire e a França.

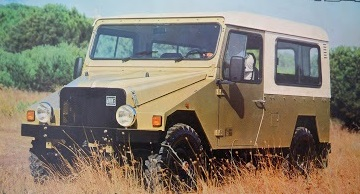
UMM Cournil 1983

Em 1986, o modelo UMM Alter foi apresentado. A UMM projetou um novo modelo em 2000], porém, devido a dificuldades financeiras, não foi possível lançá-lo no mercado, o que resultou na desistência da própria marca no mercado Português.

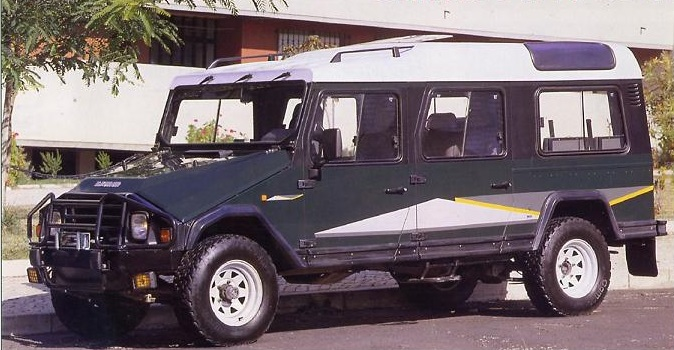
UMM Alter SW

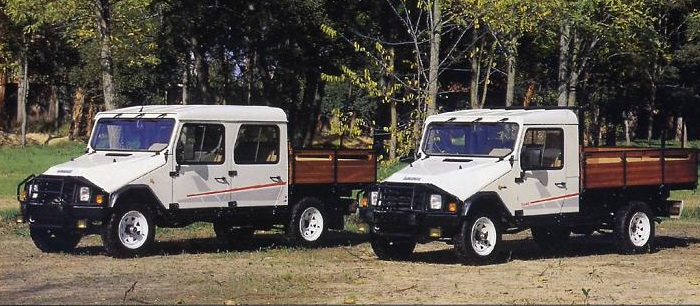
UMM Alter pick-up

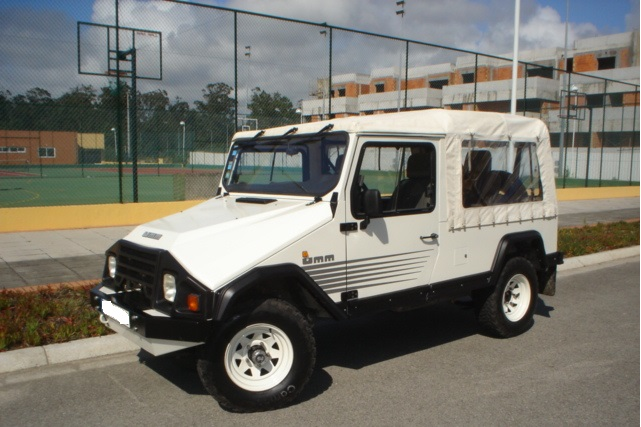
UMM Alter 1993

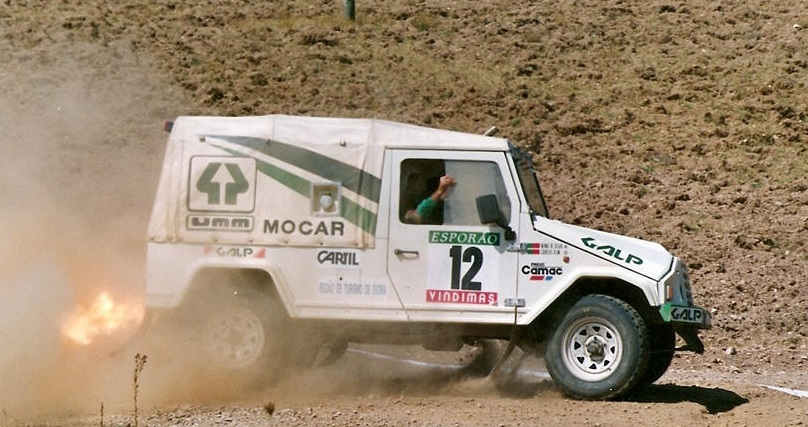
UMM Alter V6 PRV

A empresa portuguesa FMAT haveria também de deixar de produzir o PORTARO em 1995, deixando, assim, a indústria automóvel portuguesa muito limitada. A marca UMM continua a existir mas já não fabrica jipes. De facto, o último Alter foi vendido no dia 21 de dezembro de 2000. Atualmente, é uma metalomecanica dedicada a subcontratação industrial, especialista em pequenas e médias séries de construção soldada.

## História
Após a Segunda Guerra Mundial, Bernard Cournil monta uma garagem em Aurillac, que será o início da aventura Cournil (inicialmente, um derivado do Jeep Willys MB, com um tecto).
Nos anos 50, Cournil inicia a construção de uma viatura chamada “Cournil”, com chassis monobloco, primeiras motorizações a diesel, e carroçaria do Jeep Willys. Foi franco sucesso local.
Esta primeira versão utiliza grande parte das peças do Jeep Willys, incluindo o quadro.
- 1960
  - Nova carroçaria monobloco, de formas angulosas características: o Tracteur Cournil tipo JA1, equipado com motores diesel dos tractores Ferguson, num chassis Hotchkiss.

- 1964
  - Novo motor diesel (Leyland) - aumento de potência.
  - Montagem de um eixo autoblocante (uma estreia na França).

- 1968
  - Criação de British-Leyland, que propõe à Cournil um diesel LAND ROVER. Equipa cinquenta JA2. Os outros recebem uma mecânica RICARDO (Licenca italiana Massey-Ferguson).

- 1970
  - Liquidação judiciária da empresa. O filho de Bernard, Alain Cournil, retoma o projecto.

- 1971
  - Produção de cerca de 80 Cournil até 1977.

- 1976
  - Associação com a sociedade Stemat, sediadaem Decazeville, de modo a tornar-se fornecedor do exército e dos bombeiros.
  - Negociações com Gevarm, sucursal do grupo Gevelot, fabricando armas e munições, e depois com a UMM, União Metalo-Mecânica, sociedade portuguesa.
  - Partição da marca Cournil, dando origem à UMM e à Auverland.

- 1977
  - UMM compra a licença e os direitos de comercialização do Cournil longo, para o resto do mundo. Cournils carimbados UMM vêem a luz do dia em Portugal, sob a denominação "Entrepreneur". Gevarm guarda o monopólio de fabrico do Cournil para a França.
  - Os primeiros modelos adotaram o nome do seu criador, ficando, deste modo, com a designação UMM 4x4 Cournil, estando disponíveis em três versões: o Tracteur, o Randonneur e o Entrepreneur.

- 1978
  - O Exército português adjudica, através de um concurso público, os primeiros 245 jipes Cournil, 20 dos quais na versão com canhão sem-recuo de 106 mm.[1]
  - Gevarm parece querer vender jipes no Reino Unido.

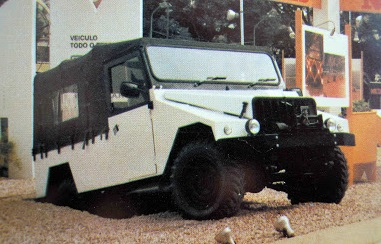
UMM Cournil 1979

  - UMM Cournil 1979UMM instaura processos e quebra o contrato, mas autoriza a venda de Umm-Cournil na França.
  - Gevarm guarda o monopólio de fabricação do Cournil para a França.

- 1979
  - Os primeiros UMM são fabricados nas versões Randonneur e  Entrepreneur, mas dos cerca de 12 Randonneur produzidos, nenhum foi matriculado em 1979, tendo sido apenas matriculados os Entrepeneur.

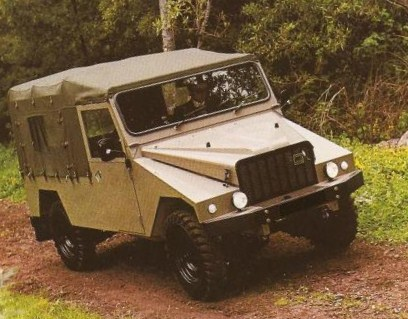
UMM Cournil 1979

  - UMM Cournil 1979Em fevereiro, o Exército português recebe os dois primeiros protótipos militares.[1]
  - Em maio, o UMM é apresentado à imprensa

- 1980
  - Gevarm revende a actividade Cournil à sociedade SIMI.
  - As portas do veículo passam a ser embutidas e de tecnologia quinada. Em termos de modelos, passa a ser simplesmente UMM 4x4 com uma única versão - Entrepeneur.

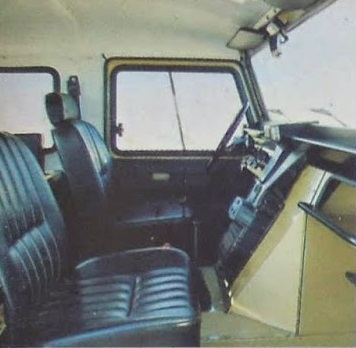
UMM Cournil 4x4

  - UMM Cournil 4x4 Produção de 560 Cournils de todas as espécies, essencialmente vendidos às administrações.

- 1981
  - Introdução de espelhos plásticos.

- 1982

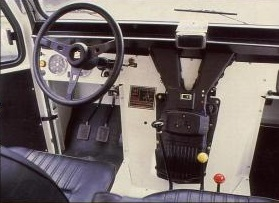
UMM Cournil 4x4

  - UMM Cournil 4x4Introdução do novo motor Indenor XD2 2.3D (Peugeot evoluído)

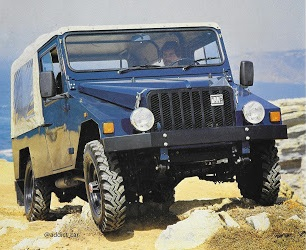
UMM Cournil 1983

  - UMM Cournil 1983Estreia da UMM no rali Paris-Argel-Dakar. 3 UMM começam e 3 chegam ao final com José Megre a comandar a equipa, estes UMM estreavam o motor Indenor 2.5L diesel, com 76cv.
  - É criada a MOCAR UMM Competição, o departamento de competição da marca.[2]

- 1983
  - Introdução de um tablier metálico, caixa de 4 velocidades ZF, mantendo a caixa de transferências UGO; introdução do extra bancos com suspensão.
  - Foram introduzidas novas portas, com um comprimento maior, de forma a facilitar a entrada.
  - Posto isto, foram também criadas novas capotas com uma janela lateral, em vez de duas, devido ao aumento do tamanho das portas.

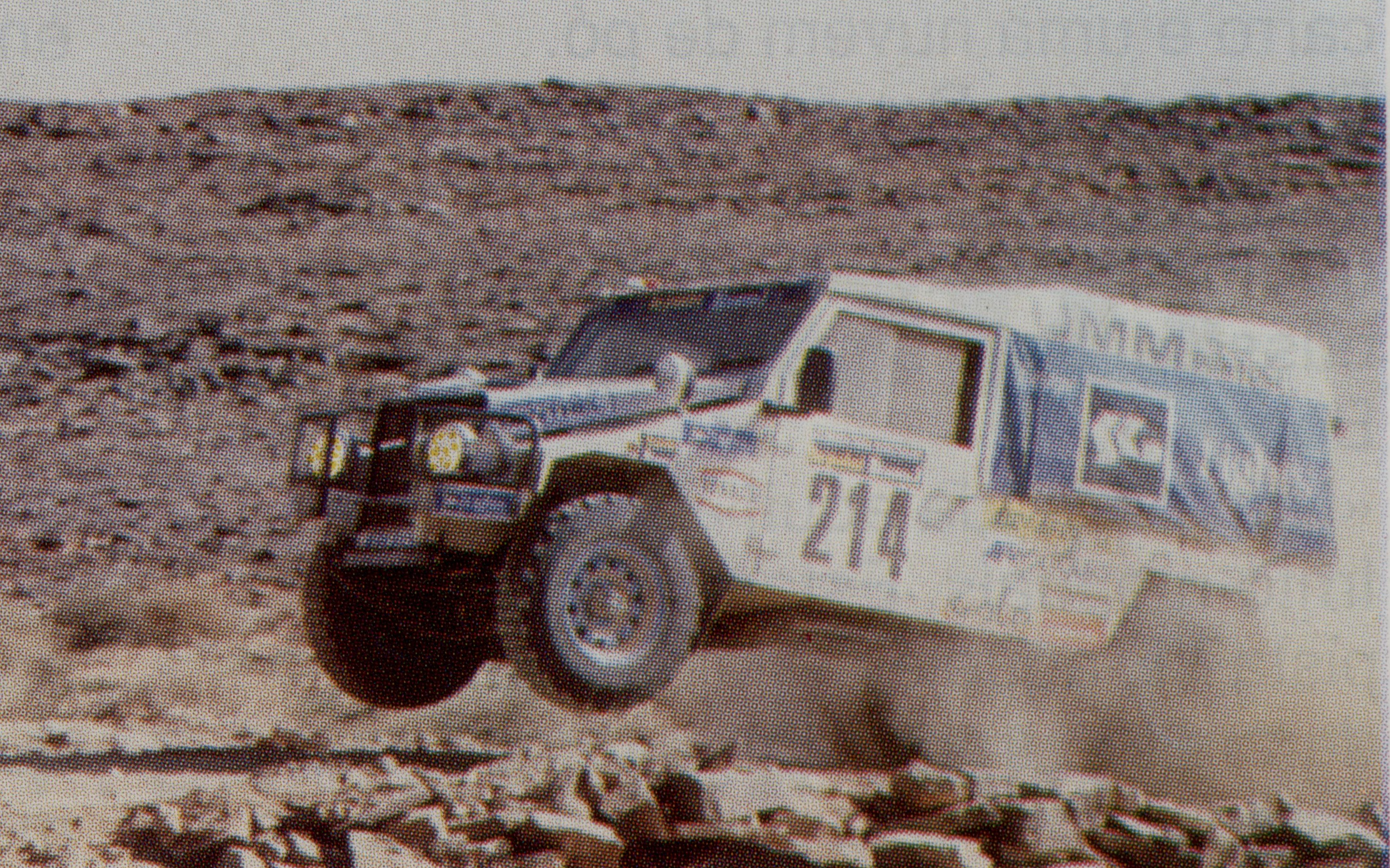
UMM Paris-Dakar 1983

  - UMM Paris-Dakar 1983Continua ainda a ser vendido o UMM Cournil 490 anterior, denominado porta curta.
  - A UMM participa  no rali Paris-Argel-Dakar, 4 UMM começam e 4 chegam ao final; dois desses UMM's usavam o motor V6 PRV 2.7L de dois carburadores triplos, debitando 160cv; os outros dois, usavam o Indenor 2.5L diesel, tendo o vidro da frente ligeiramente inclinado, a fim de apresentar uma menor resistência ao vento, e toda a carroçaria passou a ser numa chapa mais fina, de apenas 1mm.
  - As vendas atingem os 955 jipes Cournil só para o mercado nacional, três vezes mais que o rival Portaro.[1]

- 1984

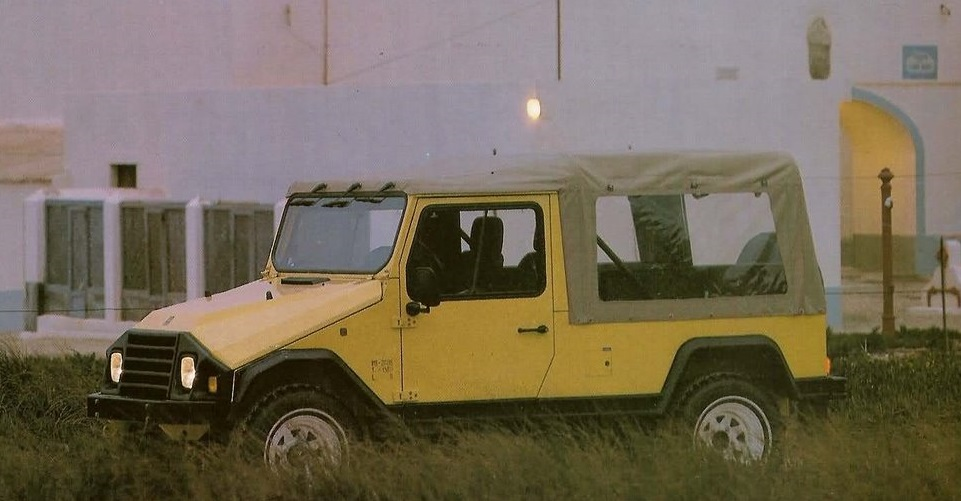
UMM Alter 1984

  - UMM Alter 1984A UMM volta a participar no rali Paris-Argel-Dakar. 5 UMM começam e 5 chegam ao final, apesar de 3 serem desclassificados, por excederem o tempo máximo para finalizar uma etapa. Os 5 UMM's deste ano eram os mesmos que participaram nos dois Paris-Dakar anteriores, praticamente sem alterações, à exceção dos dois UMM a gasolina, que trocaram o motor V6 2.7L de carburadores pelo V6 3.0L de injecção mecânica, preparado pela Danielson, que debitava 204cv
  - Produção das últimas unidade do modelo Cournil.

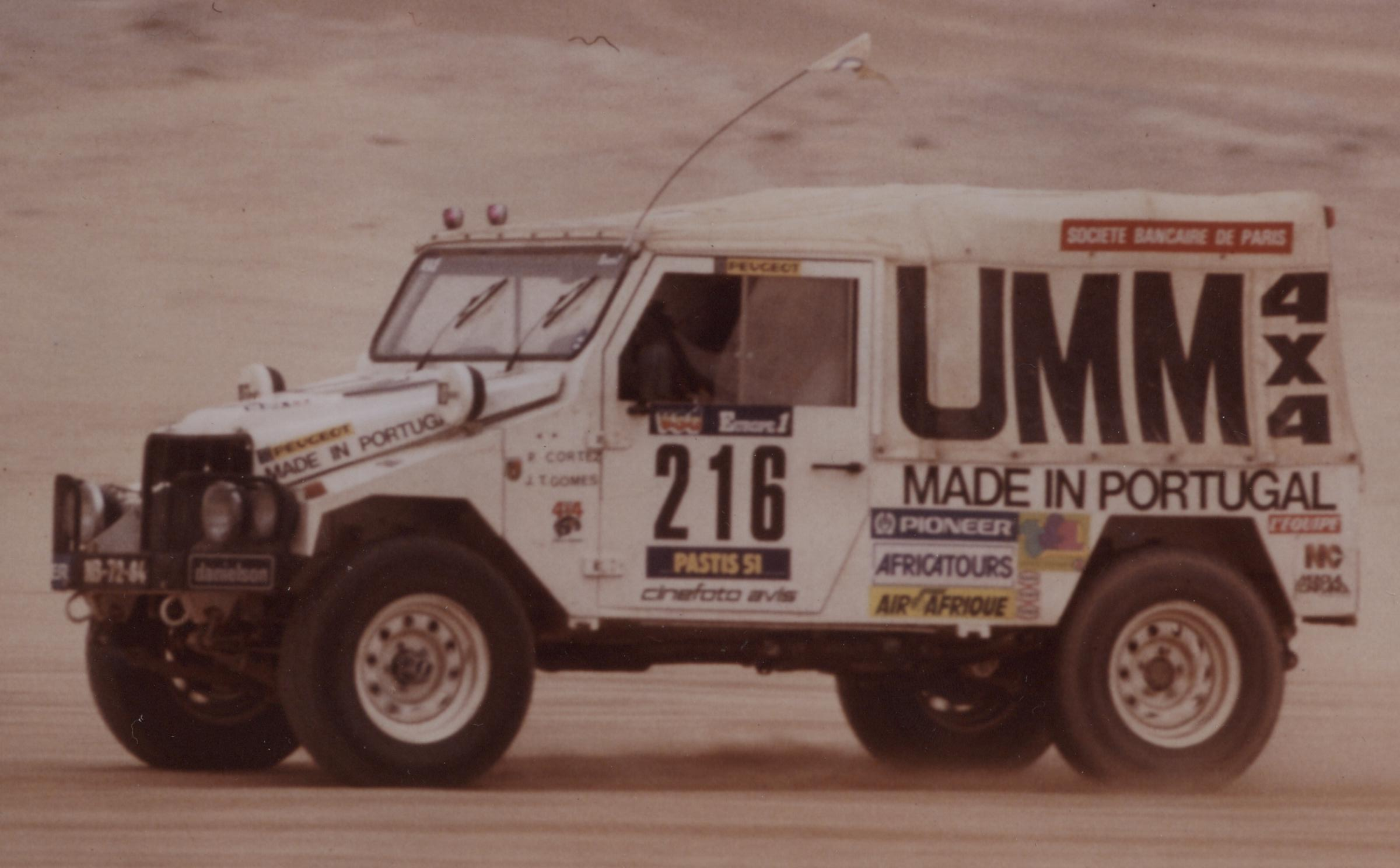
UMM Paris-Dakar 1984

  - UMM Alter I 1984UMM Paris-Dakar 1984Os últimos modelos possuíam características como eixos brasileiros, fabricados na Dana-Albaruz, mais resistentes, de modelo Dana 44, contendo o mesmo grupo cónico, tanto no diferencial traseiro como dianteiro, usados anteriormente no Dakar, sendo ainda instaladas algumas unidades de diferenciais brasileiro,s com barras de direcção e mangas de eixo mais longas, como teste de melhor condução, capota de fibra como extra e, em certas unidades, pára-choques com o dobro da espessura dos habituais (indestrutíveis).

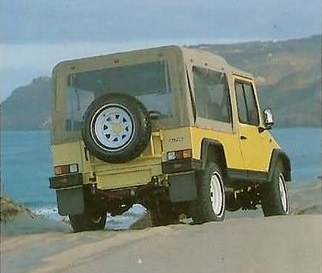
UMM Alter I 1984

  - Foram produzidas ainda unidades com algumas características do modelo Alter, que continham p mesmo tablier, plásticos exteriores, o novo motor atmosférico 2.5 de origem Peugeot (usado no 504 e 505), entre outros detalhes.
  - Apresentação do novo modelo Alter, no Paris Motor Show.

- 1985
  - Fim de produção UMM Cournil 4x4.
  - Lançamento do Alter I ,com motorização 2.3 ou 2.5, em Portugal. Trata-se de uma evolução do modelo anterior, de que ressalva a nova frente, tablier de fibra, plásticos exteriores, jantes especiais Mangel, 3 novas escovas limpa pára-brisas, colocadas no cimo do mesmo, nova porta traseira e uma melhor retenção acústica. O autor do projecto é o arquitecto (nao engenheiro) português Carlos Galamba, que tinha anteriormente projetado o famoso SADO 550, fabricado pela Entreposto.
  - Dezembro: criação da sucursal francesa, a UMM France, que era a ex-Cournil, situada na mesma avenida da fábrica Automobiles Peugeot, de Paris.
  - Uma equipa liderada por Gerard Henon, com o apoio da UMM, participa no rali Paris-Alger-Dakar, com 2 UMM Alter de motor Peugeot 2.2L a gasolina, e um dos Cournil 2.5D, que já tinha participado anteriormente na prova, para assistência. 3 UMM começam, mas nenhum chega ao final, desistindo logo nas primeiras etapas.
  - Autoland torna-se AUVERLAND, devido ao nome ser ultrapassado, que seria uma outra empresa evoluída e independente, também ela uma construtora de modelos todo-o-terreno. Mais tarde, a empresa e o importador dos autómoveis Peugeot para Portugal e Ilhas, a conhecida MOCAR, inaugura uma fábrica, onde eram montados os comerciais Peugeot, e passa para aqui uma parte dos modelos UMM Alter 4x4, que como partilhavam algumas peças e mecânicas, tornou-se mais fácil e viável que estes UMM fossem produzidos nesta unidade fabril. Daqui, saíram todas as versões dos Alter 4x4, com destino a Portugal e Espanha.

- 1986
  - Abril de 1986: primeiras entregas do Alter 2.5D no mercado francês. Unicamente disponíveis em caixa manual de 4 velocidades, com motor XD3P (76cv) e 4 travões de tambor.

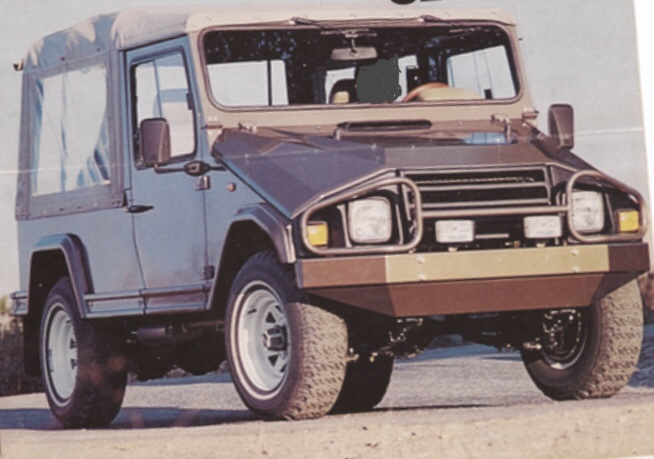
UMM Alter I 1984

  - UMM Alter I 1984Em abril, o exército da Holanda recebe os primeiros jipes Entrepeneur de um total de 44.[1]
  - Nova caixa de 4 velocidades da Peugeot, nova caixa de transferência UMM, nova suspensão, e introdução de isolamentos acústicos, o que originou a nova designação de UMM Alter II. A empresa MOVAUTO, situada em Pontes, inicia a montagem e produção dos conhecidos UMM Alter II 4x4, para venda e exportação para toda a Europa. Uma outra fábrica de montagem, em Queluz, ainda construía o antigo Alter I, que ainda estava disponível, ainda que apenas em jipe ou pick-up.
  - Ao longo dos anos, França tornar-se-ia no principal mercado de exportação, seguido de Angola e restantes PALOP, seguido do Reino Unido e, em menor escala, Espanha, Alemanha e Holanda. Em França, devido à sua solidez, prestações em todo-o-terreno, e mecânica Peugeot, o UMM torna-se popular entres o praticantes de todo-o-terreno e serviços públicos (nomeadamente Bombeiros e EDP). A UMM France fornece também clientes no Ultramar Francês, da Guiana às Ilhas do Índico e Pacífico. A notoriedade do UMM em França leva o construtor local Heuliez a um acordo de produção com a UMM, propondo um Alter ligeiramente modificado às Forças Armadas Francesas. O Exército Francês prefere continuar a comprar o Peugeot P4, mas a Gendarmeria compra um lote de Heuliez-UMM, que são usados pelas suas unidades de montanha e no Ultramar.
  - Produção de 3 unidades do Alter, com motor Peugeot 2.0L a gasolina, com 96cv. A maioria destas unidades foram enviadas para os EUA, numa tentativa de entrar no mercado norte americano.
  - Apresentação do novo modelo Alter Turbo com 110cv, no Paris Motor Show.

- 1987

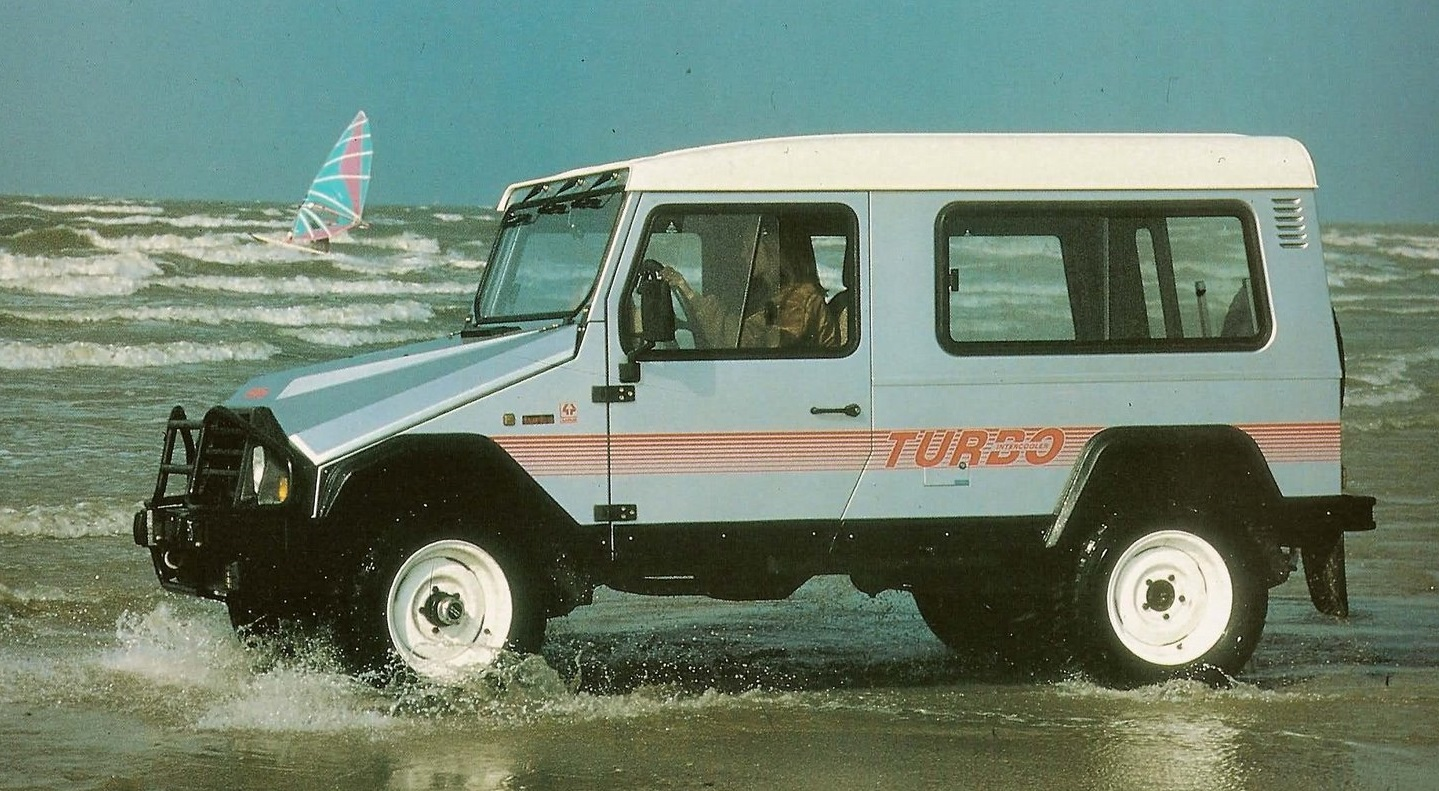
UMM Alter II Turbo

  - Os 2 novos Alter Turbo, que tinham estado expostos no Salão de Paris, participam no Paris-Alger-Dakar, numa equipa privada com preparação e assistência de fábrica. O UMM assistente desiste a meio da prova, enquanto o outro desiste a 4 etapas do final.
  - Introdução do motor XD3TE 2.5L Turbo Intercooler, caixa de 5 velocidades, travões de disco ventilados à frente, relações mais longas (4.88 em vez de 5.38), bem como direção assistida.
  - Produção de 2 unidades com motor Ford V6 2.9L, utilizado no Bronco, que debitava 150cv. Um destes UMM foi enviado para os EUA, em mais uma tentativa, falhada, de exportação para esse mercado.
  - Começa a ser produzido o Alter II atmosférico.

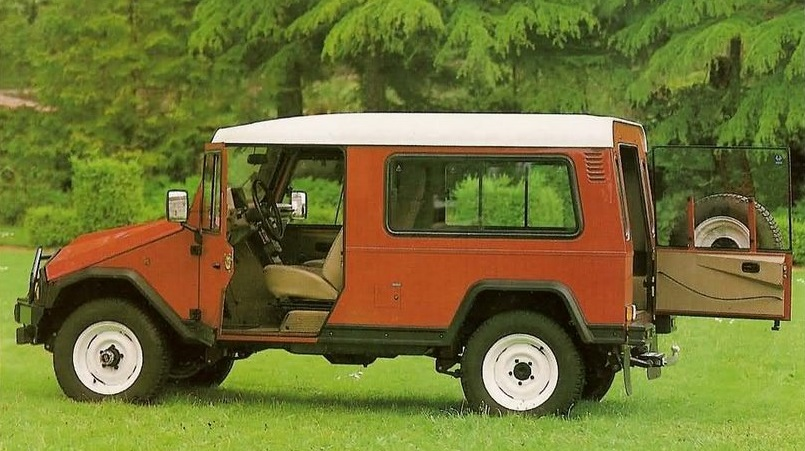
UMM Alter II

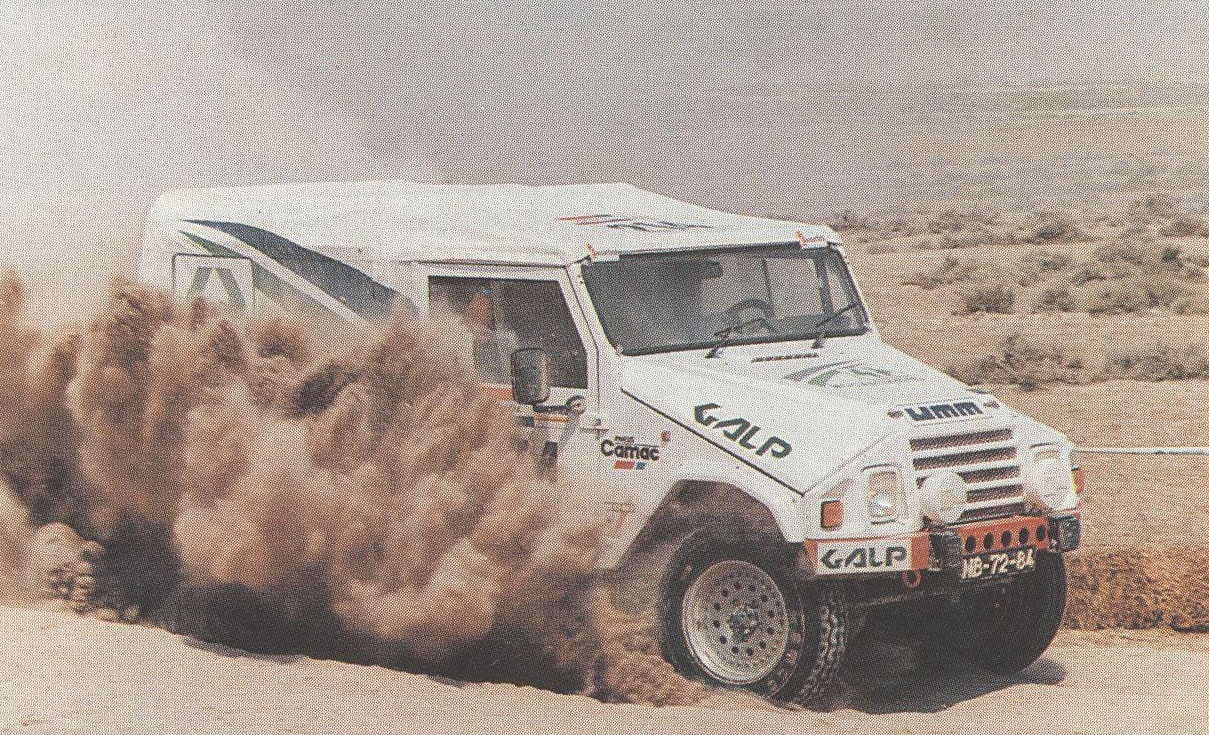
UMM V6 PRV

  - UMM Alter IIUMM V6 PRVForam enviados para França 3 UMM's para serem preparados para competição. Na oficina de Jean-Louis Raimondi, foi montado o motor V6 PRV 3.0L com 220cv nestes UMM's, igual ao que Jean-Louis já tinha montado num Alter que fazia provas em França. Estes fizeram parte da equipa de fábrica durante 4 anos, nas Bajas Portuguesas e Espanholas, obtendo algumas vitórias em Portugal, através dos pilotos João Vassalo e Carlos Almeida

- 1988

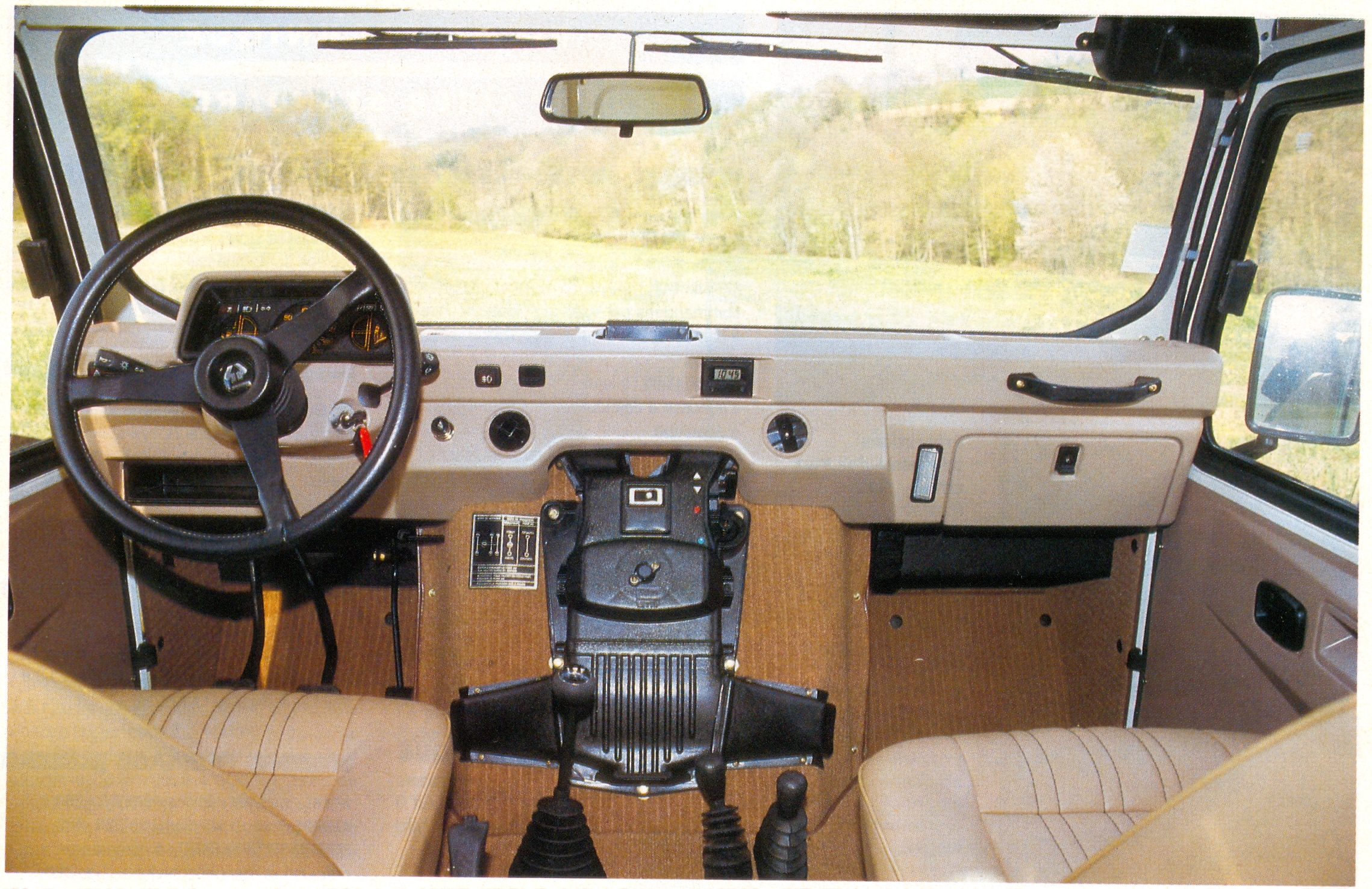
UMM Alter II interior

  - UMM Alter II interiorExpedição todo-o-terreno, feita com três jipes UMM Alter, que liga Macau a Lisboa num percurso de 46 dias e 22 mil quilómetros.[1]
- 1989
  - Novas carroçarias: chassis longo, em soft-top e pick-up.
  - Nova versão, feita a pensar na competição, designada Troféu, com os equipamentos e reforços necessários para poder competir nas Bajas. Este modelo é igual ao Alter II Turbo D 110cv, diferindo apenas a nível de suspensão, nas relações, que iguais ao Alter II atmosférico (5.38 em vez de 4.88), roll-bars, backets, 2 depósitos, 2 pneus suplentes, capota de lona, e sirene de emergência.

- 1990

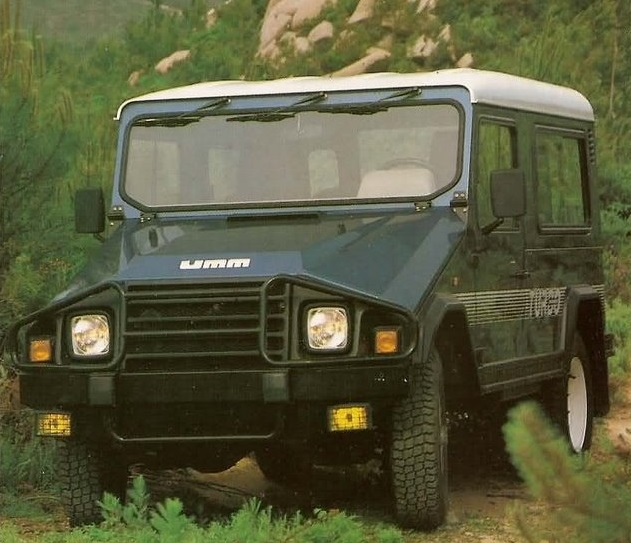
UMM Alter Turbo

  - UMM Alter Turbo Novas carroçarias: em chassis longo, com cabina e cabina dupla. O UMM entra ao serviço do Exército Angolano, que o usa em grande número na guerra civil.
  - É apresentado, no Salão do Porto, o UMM Ébano, uma versão mais luxuosa, com estofos em pele, jantes de alumínio, pintura metalizada, e inserções em madeira de ébano.
  - Produção de duas unidades com motorização BMW, uma com o motor M21 2.4L turbo-diesel com 116cv, e uma com o motor M20 2.5L 12v a gasolina, com 170cv.
  - A UMM envia quatro jipes Alter - dois curtos e dois longos na Holanda, no campo militar de Huijbergen

- 1991
  - A 12 de maio, na sua visita à cidade do Funchal, o papa João Paulo II viaja a bordo de um jipe Alter especialmente adaptado, o chamado "papa-móvel".[1]

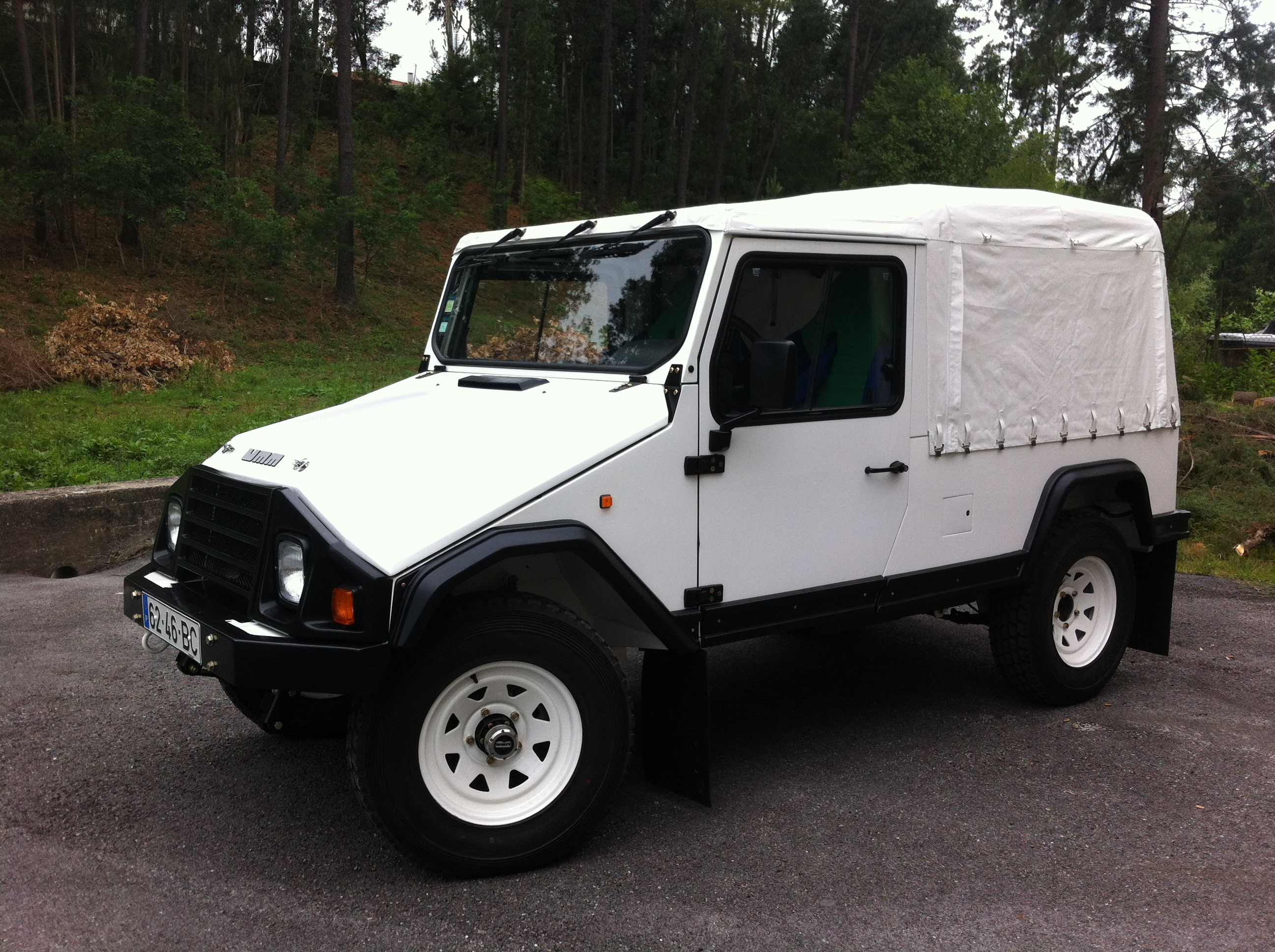
UMM Alter Trofeu 1992

  - UMM Alter Trofeu 1992A 16 de maio, Pinochet e uma comitiva do Chile visitam uma exposição organizada pela UMM na zona de Sintra para conhecer de perto os jipes Alter mas também um Cournil armado com um canhão sem-recuo. Um Alter fará, meses mais tarde, uma demonstração no país sul-americano.[1]
- 1992
  - Novo tablier, novos painéis de portas, amortecedores, retrovisores, faróis H4 reguláveis e aumento do CA de 30.9%, nos 8 primeiros meses.
  - É produzido um UMM com motor BMW M51 2.5L turbo-diesel, de 6 cilindros, debitando 143cv, para testes, que acaba por não passar à produção, devido ao custo demasiado elevado, em relação aos motores da Peugeot.

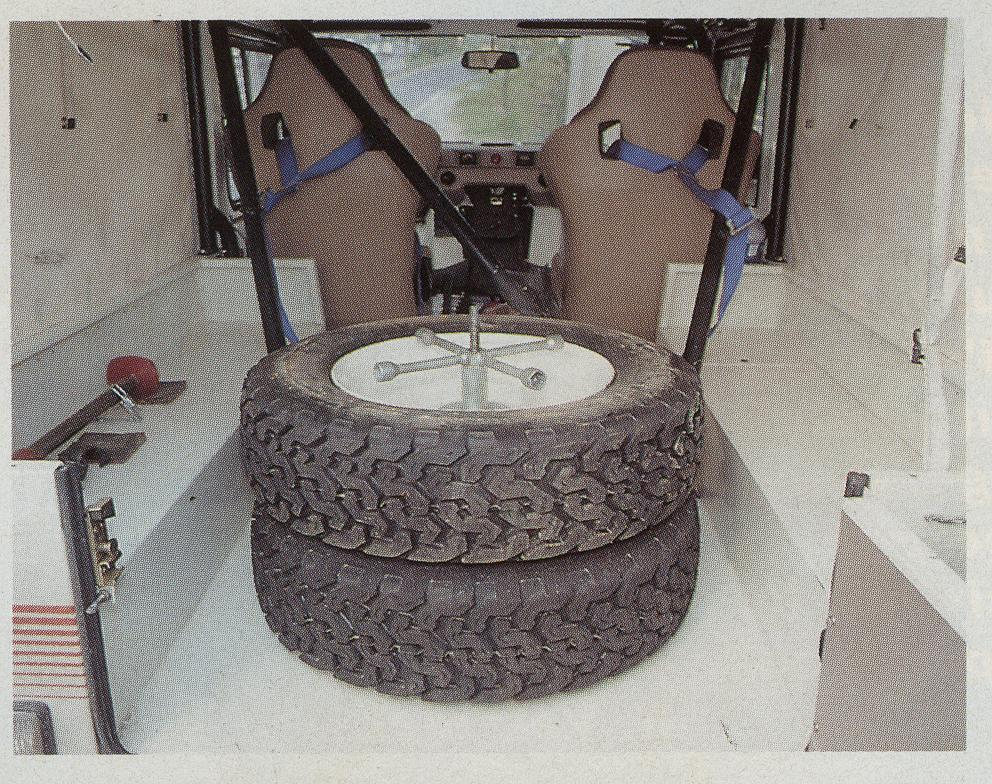
UMM Alter trofeu 1989-91

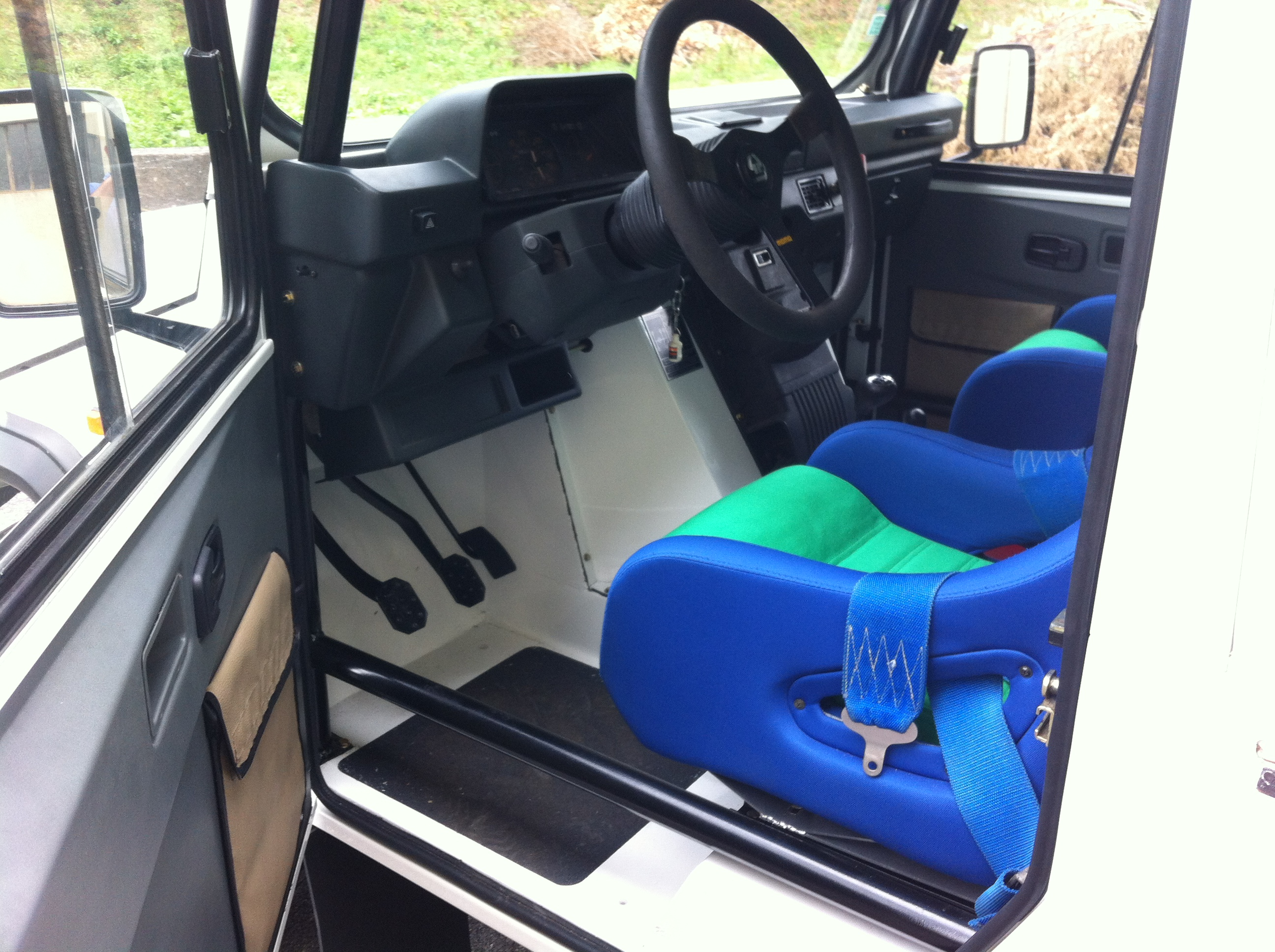
UMM Alter Trofeu 1992

  - UMM Alter trofeu 1989-91UMM Alter Trofeu 1992A Steyr e a UMM formalizam uma parceria em que o fabricante austríaco passa a produzir e vender os modelos civis e militares da UMM em mercados onde a marca portuguesa não está implementada, como o Médio Oriente, Leste Europeu e Extremo Oriente.[1]

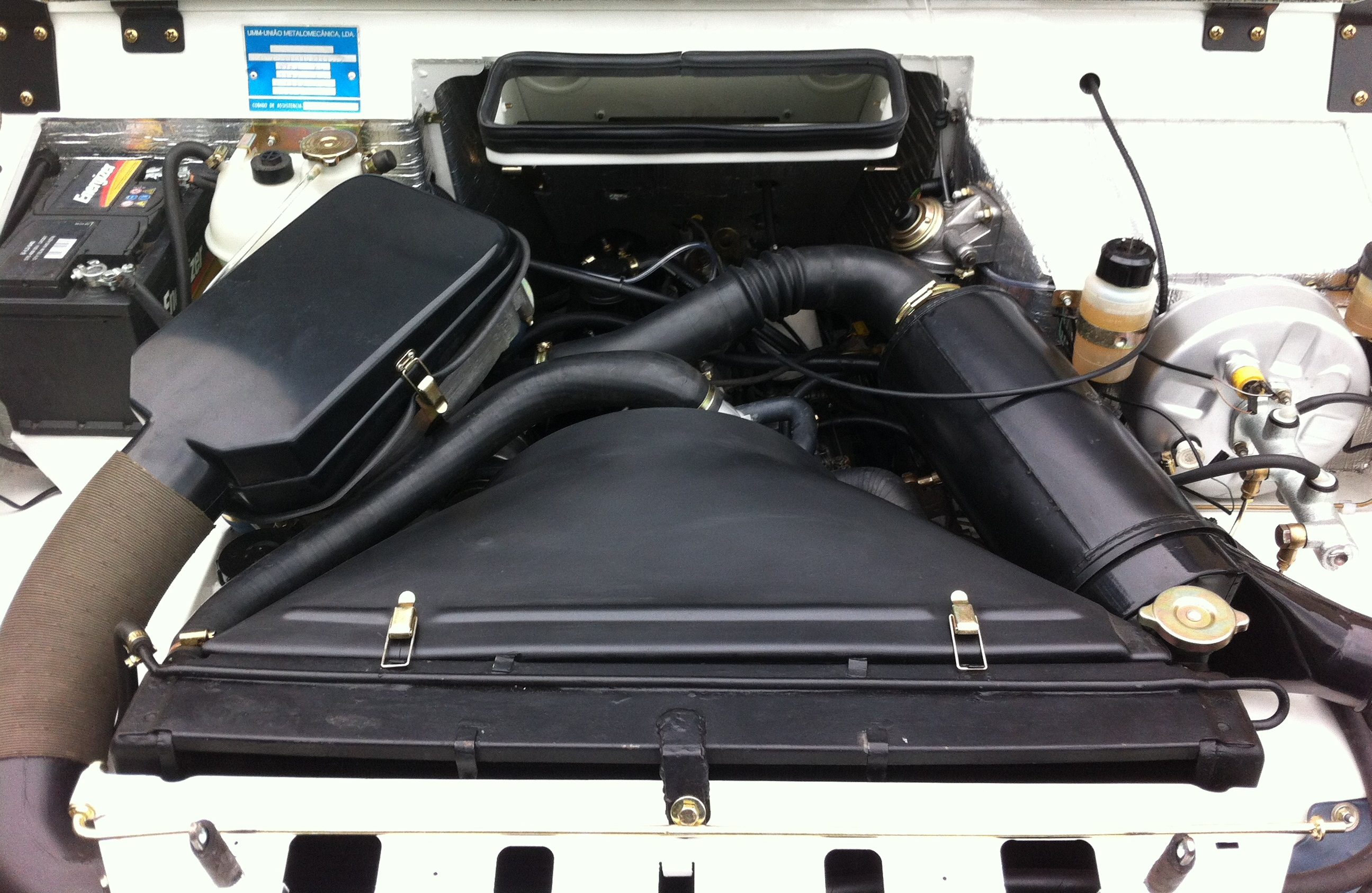
UMM Alter turbo 1992-1994

  - UMM Alter turbo 1992-1994Ciente da necessidade de modelos novos, para enfrentar a concorrência e ganhar alguma dimensão no mercado, a UMM inicia o projecto de raiz de dois novos veículos: o Alter III um modelo que se destinava a concorrer com o Mercedes G e um SUV mais pequeno que se destinava a rivalizar com o Suzuki Vitara
  - Para o fazer, a UMM contou com a promessa do governo de Cavaco Silva para financiar os protótipos, através de verbas inscritas no PEDIP (Programa Específico de Desenvolvimento da Indústria Portuguesa), e com encomendas das forças e serviços públicos, de modo a dar início à produção dos novos veículos. O Alter III seria um jipe moderno, com suspensão independente, com o nível de equipamento em voga (ar condicionado, pintura metalizada, vidros eléctricos, etc.), que em nenhum aspecto perderia para os modelos mais vendidos na altura, tais como o Mitsubishi Pajero ou o Land Rover Discovery, e superaria o Nissan Patrol em vendas.
  - O protótipo do UMM Alter III é apresentado ao público na FIL, colhendo uma modesta atenção da imprensa, apesar de com este veículo, o construtor português poder passar a competir de igual forma com as grandes marcas internacionais.
  - O Estado acaba por negar a transferência das verbas acordadas com a UMM, e começa a suceder-se toda uma série de inspecções oficiais e dificuldades burocráticas, que são levantadas no caminho da UMM. Por alguma razão, torna-se evidente o desinteresse por parte das entidades oficiais perante o projecto.
  - É apresentada uma nova versão, de nome Alvor, que se distinguia pela cor cinza escuro metalizado, capota de lona branca, decoração específica no capot e nas laterais, bem como o rádio CD , apenas algumas unidades produzidas deste modelo .
  - Foi montado um UMM Troféu com o motor V6 PRV 2.7L de 160cv , com vista a ser testado, para passar à produção de um novo modelo de competição, o Troféu V6, modelo este, que se ficou por uma única unidade (o protótipo) produzida devido ao encerramento do departamento de competição da UMM.

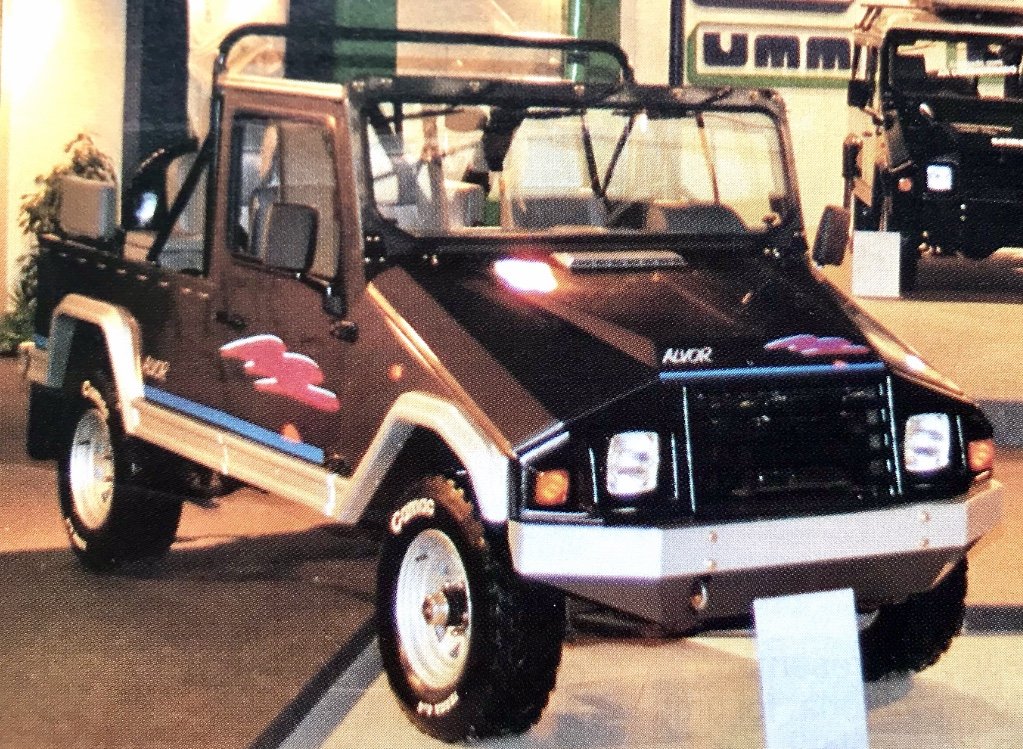
UMM Alvor 1992

- UMM Alvor 19921993

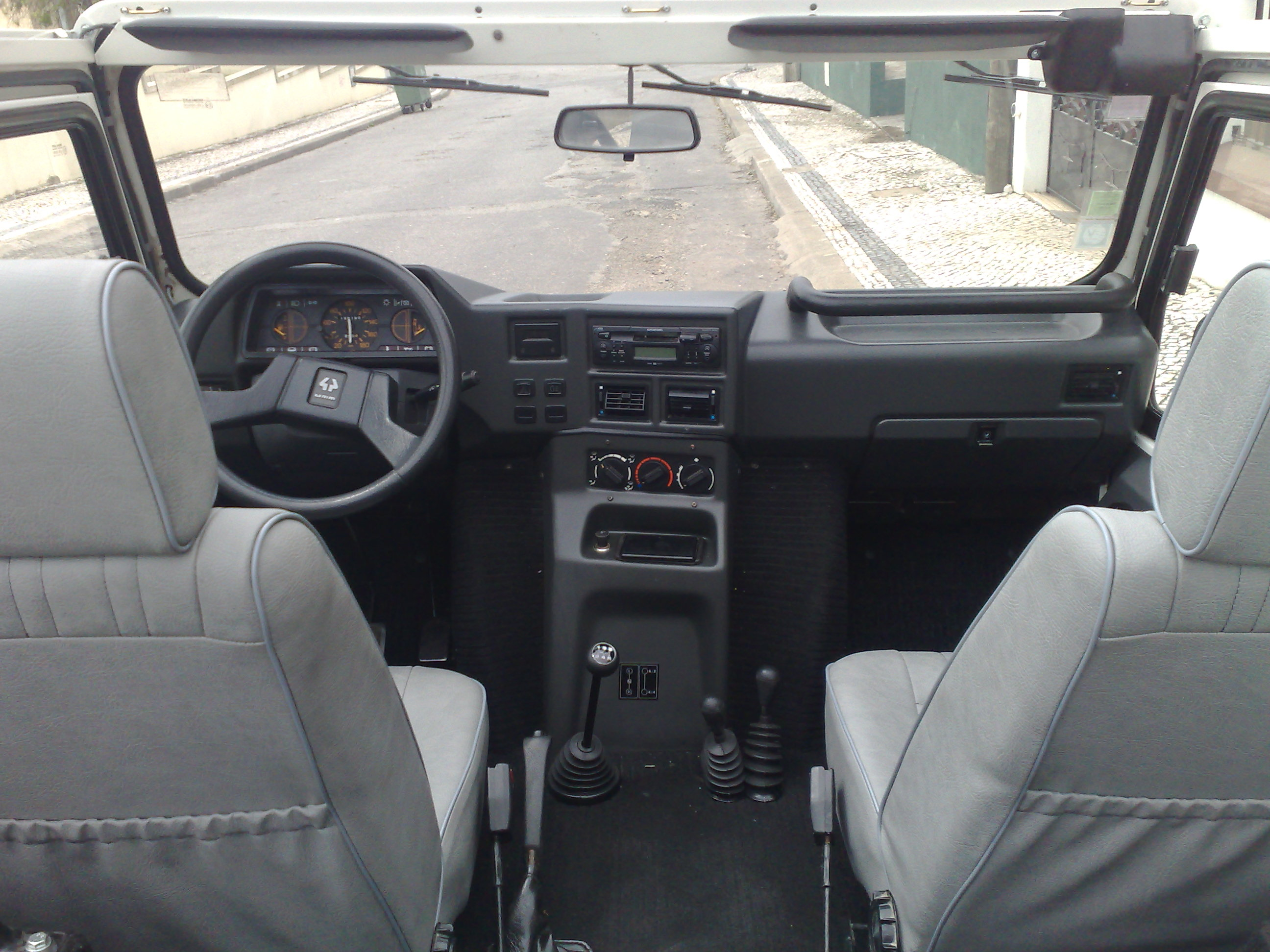
UMM Alter 1993-94 interior

  - UMM Alter 1993-94 interiorInserção de um novo tablier, com consola central, e muito mais modernizado, tablier esse que hoje em dia é alvo de cobiça.

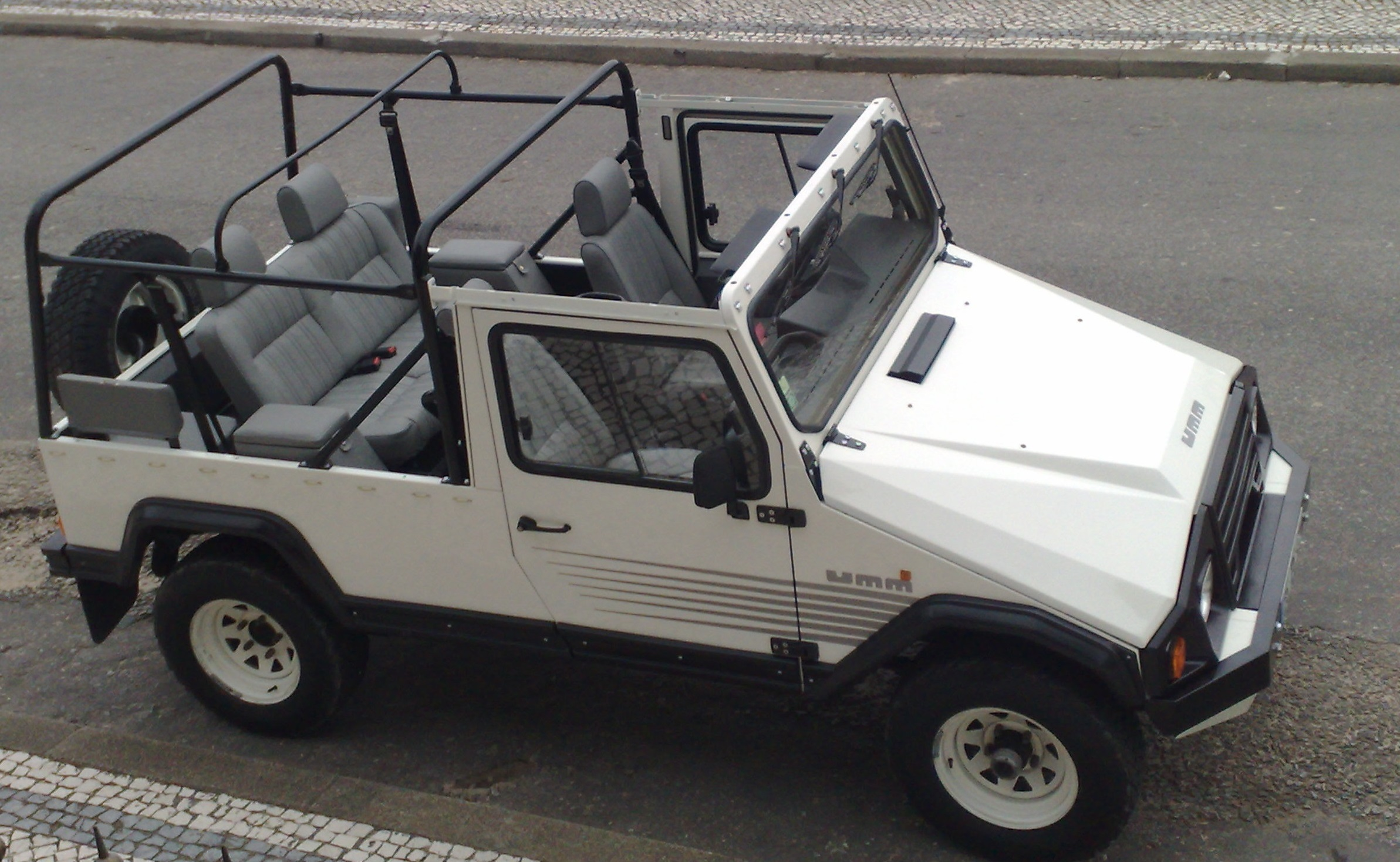
UMM Alter 1993-94

  - UMM Alter 1993-94Introdução do modelo Alter II Turbo Turismo, contendo janelas alpinas, semelhantes ao Land Rover Defender.
  - As vendas caem para apenas alguns modelos por ano. Num concurso para a aquisição de algumas centenas de novos jipes, a GNR opta, em detrimento do UMM Alter II, pelo Nissan Patrol, fabricado em Espanha, na Motor Ibérica, em Barcelona.
  - Em junho de 1993, a produção de carroçarias nas instalações da UMM é interrompida. Com o fecho da Movauto, em 1993, cabe à Batista Russo de Vendas Novas, terminar as últimas encomendas de série.[1]
  - O Exército Português usa pela primeira vez o UMM no exterior, na missão de paz em Moçambique (ONUMOZ), onde o veículo confirma a sua boa qualidade.

- 1994
  - Início da reestruturação da empresa, e fim da produção em série dos veículos. Continua a estar disponível, mas apenas por encomenda, na sua fábrica em Queluz, onde se fabricavam 50 modelos com stocks diversos, algo que não foi devidamente publicitado pela UMM, nem referido pela imprensa.

- 1996
  - Último exemplar conhecido que foi vendido, antes do acordo da comercialização de veículos novos em França.
  - Portugal manda tropas para a Bósnia, onde o UMM gera curiosidade e interesse, por parte de alguns exércitos europeus, que sondam a UMM sobre um potencial reinício da produção em série.

- 1997
  - Aparecimento de adaptações do UMM atmosférico, com caixa automática de 3 velocidades, realizadas por Robert Hernandez, com o objectivo de propor novas alternativas.
  - O Rover Group, apesar de se encontrar à beira da falência, lança um SUV com mecânica retomada dos automóveis da Série 200, que tinha fortes semelhanças com o SUV da UMM, cujo protótipo tinha sido construído no Reino Unido, por uma firma especializada: o Land Rover Freelander.

- 1998
  - A UMM dá os primeiros passos para a produção do Alter 2000, uma versão revista do UMM Alter II de 1993, com um novo motor Peugeot 2.1 TDI de 110cv XUD11BTE (maior binário, menor consumo e menor ruído), eixos sem autoblocante, novo tablier metálico e nova caixa de 5 velocidades, com relações mais longas. Destina-se ao mercado francês e aos PALOP, sendo que a maioria acabou por ficar nas empresas de safaris turísticos e desportos radicais, tendo ficado grande parte no Algarve. A mudança mais visível é o tablier que passa a ser metálico, bem como os novos bancos. Foram produzidos trés protótipos de chassi curto sendo que um deles foi exportado para França e testado por vários jornalistas que tiveram boa impressão do novo motor .
  - Regresso dos UMMs novos ao mercado francês. Homologação de veículos equipados com o novo motor. Os ensaios da imprensa são muito positivos, mas a UMM continua a não apostar em publicidade.

- 2000

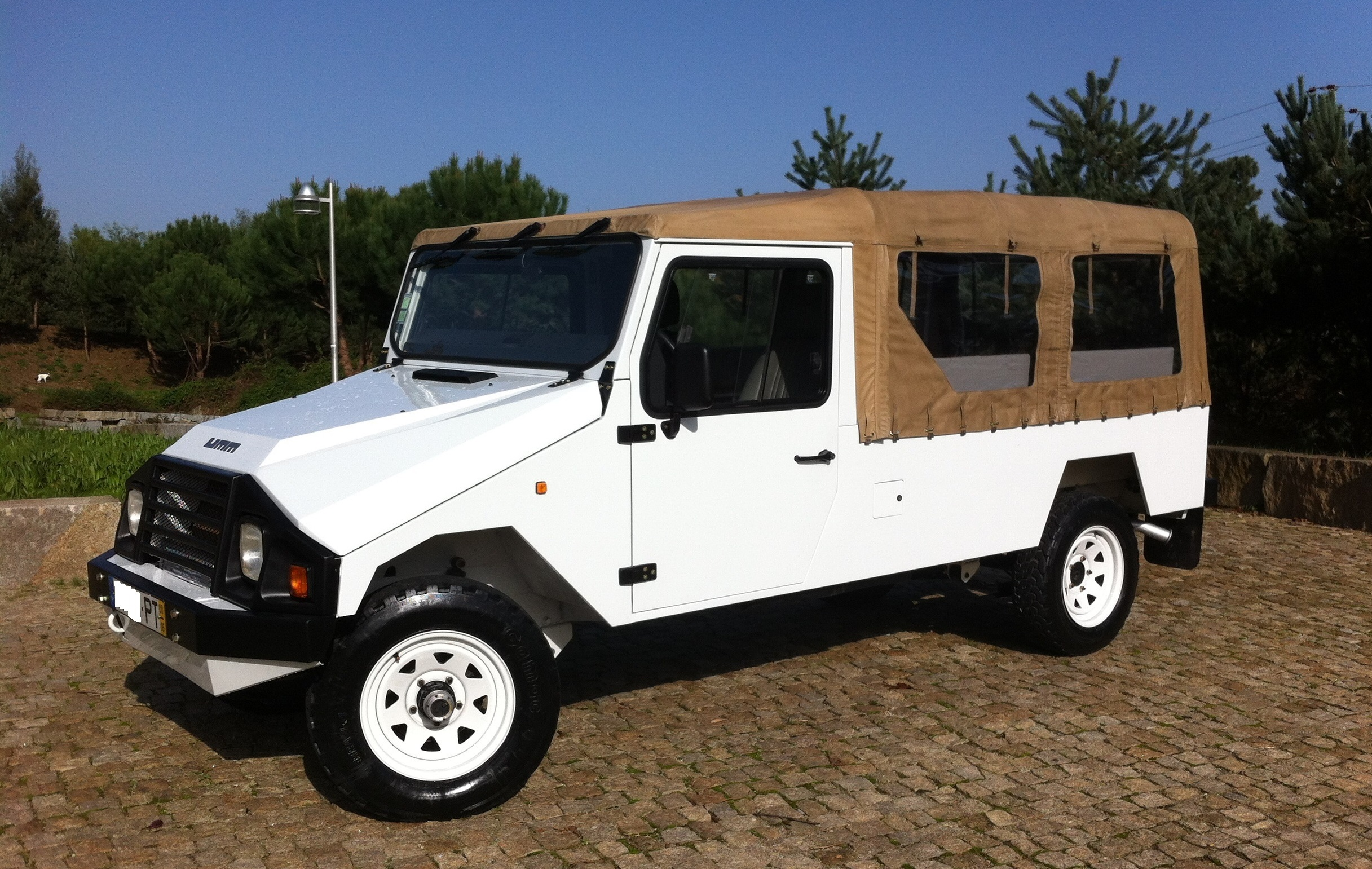
UMM Alter 2000

  - UMM Alter 2000São produzidos 21 UMM's Alter 2000, todos chassis longo, em que a maior parte foi vendida para os safaris turísticos.

- 2004

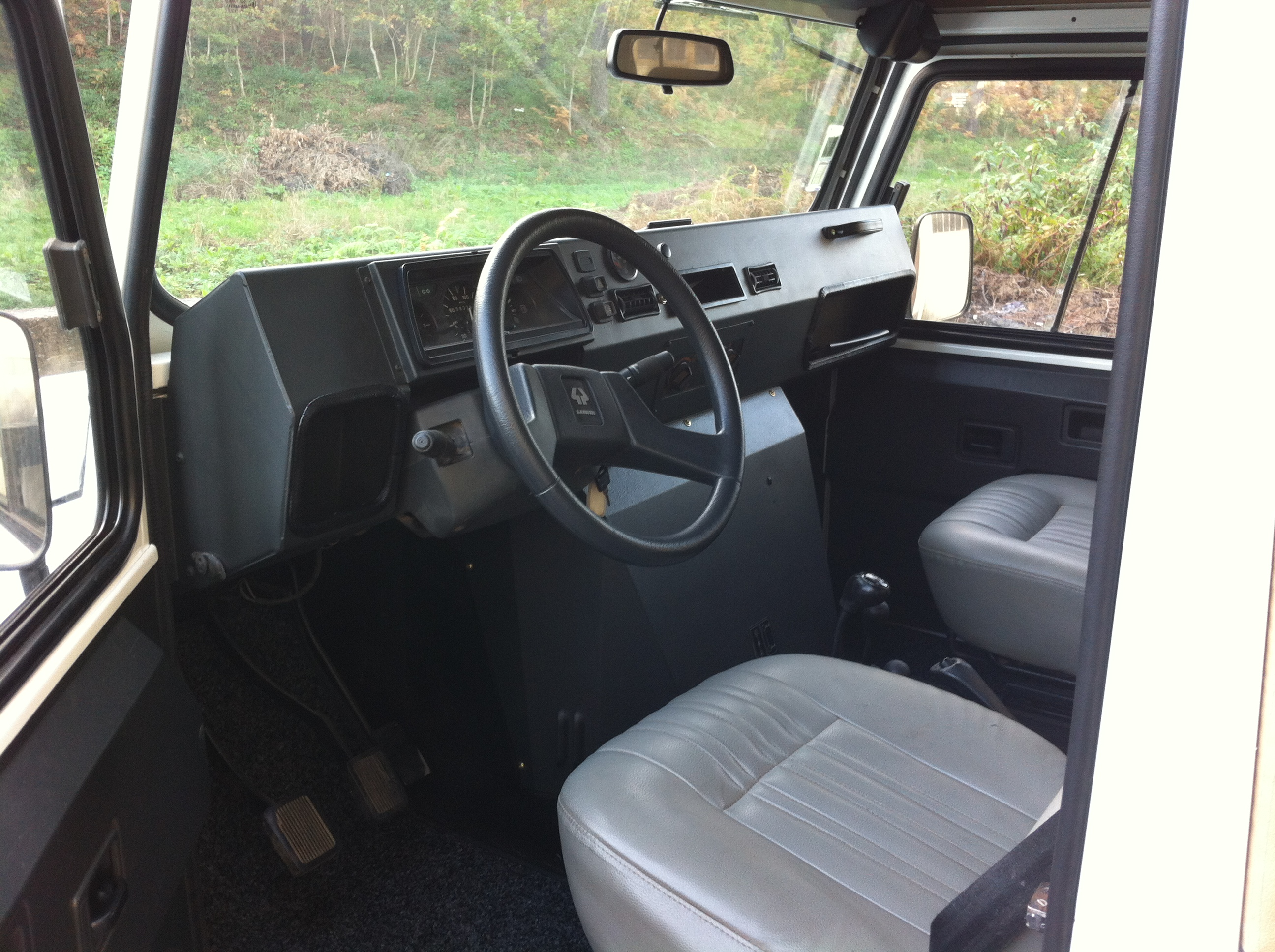
UMM Alter 2000 interior

  - UMM Alter 2000 interiorSão registados os dois últimos UMM's de que se tem conhecimento, com chassis de 120".

- 2006

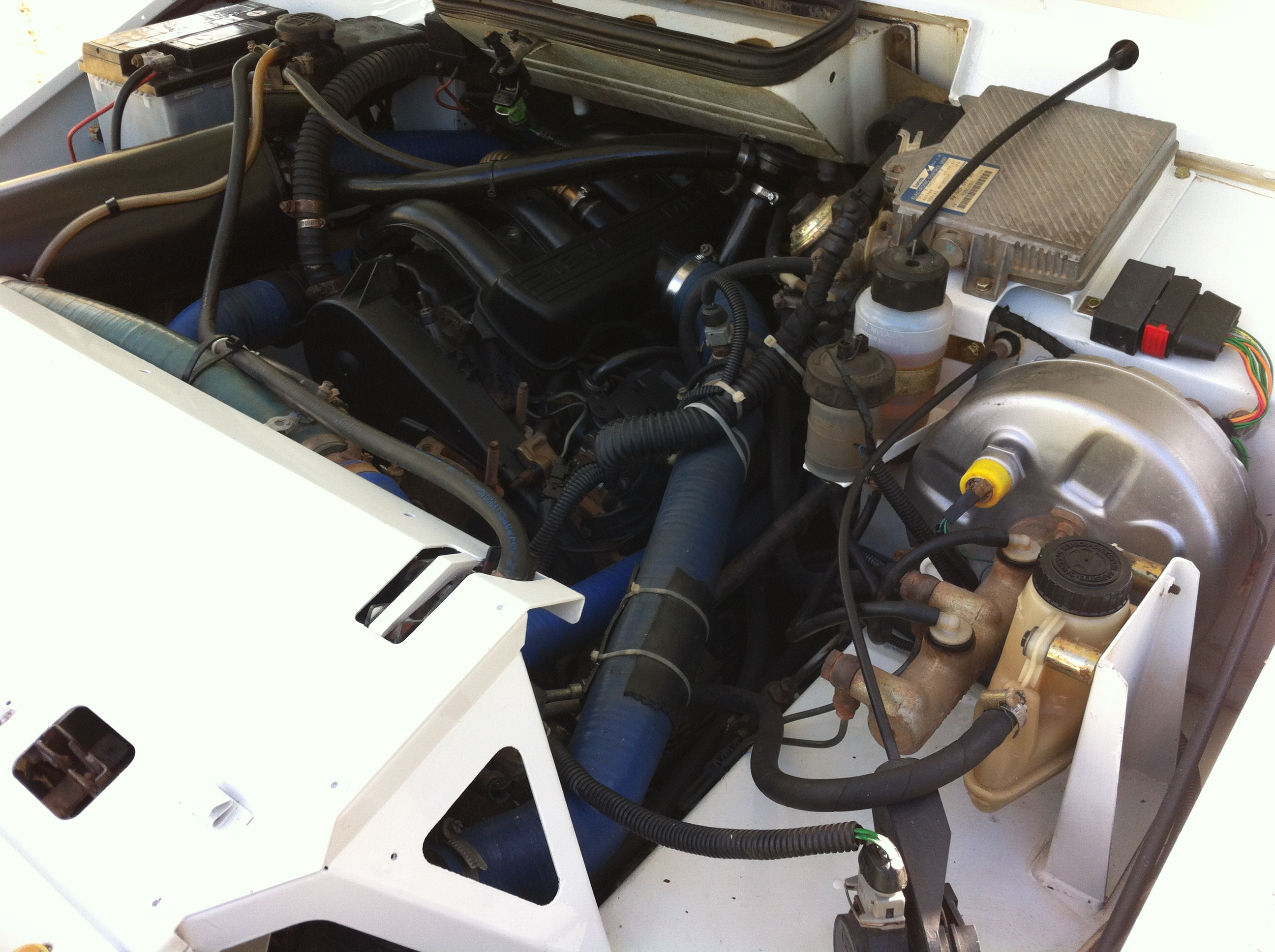
UMM Alter 2000 motor

  - UMM Alter 2000 motorPerante a escassez de encomendas, a UMM retira-se do setor automóvel definitivamente.

UMM Modelos de Jipe produzidos
- UMM Cournil 490 Entrepeneur 4X4
- UMM Cournil 494 Randonneur 4X4
- UMM Alvor Cabriolet 4X4
- UMM Alter Gasolina 4X4
- UMM Alter Diesel 4X4
- UMM Alter Trofeu Gasolina 4X4
- UMM Alter TD 4X4
- UMM Alter TDI 4X4
- UMM Alter II Diesel 4X4
- UMM Alter II TDI Cabriolet 4X4
- UMM Alter 3 CRDI 2000 4WD

UMM Modelos de Pickup fabricados
- UMM Cournil Pickup 490 Diesel 4X4
- UMM Cournil Tracteur 494 TD 4X4
- UMM Alter Bombeiros TD 4X4
- UMM Alter Militar TD 4X4
- UMM Alter Papamovel TD 4X4
- UMM Alter Station TD 4X4
- UMM Alter Transcat TD 4X4
- UMM Alter II Autocaravana TDI 4X4
- UMM Alter II Ambulancia TDI 4X4
- UMM Alter II Pickup Diesel 4X4
- UMM Alter II Pickup CD TDI 4X4

## Protótipos
- UMM Alter III